# 莱永河畔尼埃伊
莱永河畔尼埃伊（法語：Nueil-sur-Layon，法語發音：[nɥɛj syʁ lɛjɔ̃] ⓘ）是法国曼恩-卢瓦尔省的一个旧市镇，属于索米尔区。2016年1月1日，莱永河畔尼埃伊和相邻的6个市镇合并成为利斯-上莱永（Lys-Haut-Layon）。

## 地理
莱永河畔尼埃伊（47°7'5"N, 0°22'0"W）面积61.23 平方千米，位于法国卢瓦尔河地区大区曼恩-卢瓦尔省，该省份为法国西部内陆省份，大致对应安茹地区，北起顺时针与马耶讷省、萨尔特省、安德尔-卢瓦尔省、维埃纳省、德塞夫勒省、旺代省、大西洋卢瓦尔省和伊勒-维莱讷省接壤。
与莱永河畔尼埃伊接壤的市镇（或旧市镇、城区）包括：莱塞尔克苏帕萨旺、莱永河畔克莱雷、莱永河畔孔库尔松、莱永河畔帕萨旺、莱永河畔圣乔治、圣马凯尔迪布瓦、唐夸涅、特雷蒙、莱永河畔莱韦尔谢、利斯-上莱永、布耶洛雷、塞尔赛、洛雷达让通、维耶。
莱永河畔尼埃伊的时区为UTC+01:00、UTC+02:00（夏令时）。

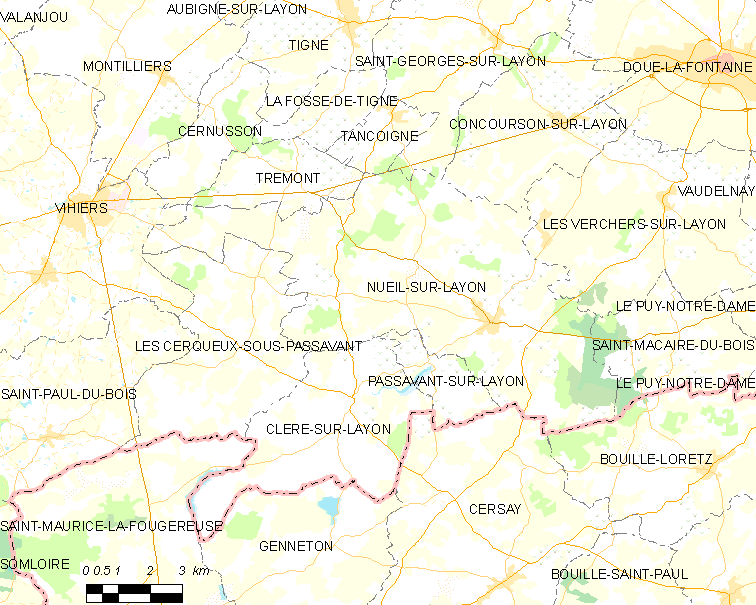
莱永河畔尼埃伊的OSM定位图

## 行政
莱永河畔尼埃伊的邮政编码为49560，INSEE市镇编码为49232。

## 政治
莱永河畔尼埃伊所属的省级选区为绍莱第二县。

## 人口

1962-2008年间莱永河畔尼埃伊人口变化图示

莱永河畔尼埃伊于2018年1月1日时的人口数量为1315人。